# Felicia amelloides
La margarita azul (Felicia amelloides) es una especie perteneciente a la familia Asteraceae.

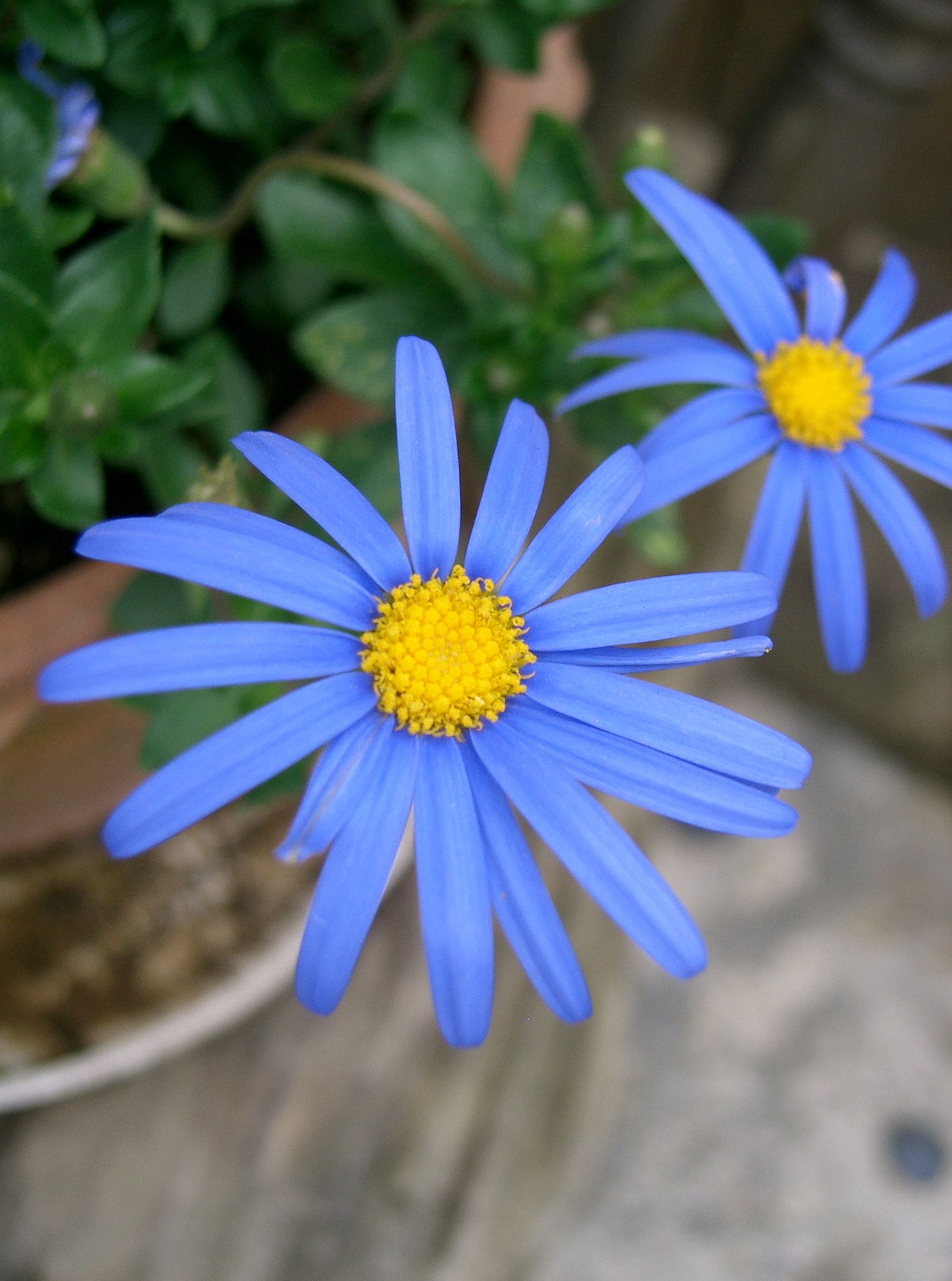
Detalle de la flor

## Descripción
Subarbusto denso y perennifolio de hábito extendido que alcanza hasta 60 cm de alto y el doble de ancho. Tiene hojas redondeadas verde claro y cabezuelas florales azul celeste con el centro amarillo, que nacen en largos pedúnculos desde finales de la primavera hasta el otoño. Es sensible a las heladas, crece con rapidez en climas templados y es adecuado para jardines costeros. Se cultiva con frecuencia como anual en las regiones frescas.

## Distribución y hábitat
Originaria de Sudáfrica.

## Taxonomía
Felicia amelloides fue descrita por  (Carlos Linneo) Voss  y publicado en Vilmorins Blumengärtnerei. Dritte neubearbeite Auflage 1: 472. 1894.
Sinonimia
- Agathaea amelloides (L.) DC.
- Agathaea coelestis Cass.
- Agathaea rotundifolia (Thunb.) Nees
- Aster capensis var. rotundifolius (Thunb.) Harv.
- Cineraria amelloides L.	basónimo
- Cineraria amoena Salisb.
- Cineraria oppositifolia Moench[3]